# 笑福亭鉄瓶
笑福亭 鉄瓶（しょうふくてい てっぺい、1978年8月14日 - ）は、日本の落語家（上方噺家）。本名：天野 幸多郎。所属事務所は松竹芸能。身長174cm。血液型B型。既婚、子あり。奈良県香芝市出身。出囃子は『品玉』。
奈良県立大宇陀高等学校卒業。

## 来歴・人物
『鶴瓶上岡パペポTV』（よみうりテレビ）を視聴して笑福亭鶴瓶にあこがれ上京。この時期、鶴瓶は落語家としての活動をほとんどしておらず、最初から落語家を目指していた訳ではない。2年近く出待ちを続けながら弟子入りを懇願。ようやく2001年2月11日、鶴瓶に入門が認められた。
最初は落語ではなく漫談で、若手芸人たちと混ざり舞台を踏む。番組の前説やテレビ・ラジオのリポーターとして活動を始める。
第50回 なにわ芸術祭 落語部門 新人賞、第71回 文化庁芸術祭 大衆芸能部門 新人賞、第17回 繁昌亭大賞 奨励賞受賞。
DAIHATSU MOVE 道頓堀角座にて月1回月曜日に開催されていた「角座月夜はなしの会 新型HANASHIKA MOVE」での大喜利や、「上方落語をきく会」の2014年以降のつなぎコーナーなどで、仕切り役としても定評がある。
2021年からは、取材をもとに創作したノンフィクション落語を開拓。夜間中学で学ぶ読み書きができない60代男性、シングルファーザーと高校生の娘、保護司として活動した80代女性などを新作落語の題材にした。
2025年、3代目桂米朝生誕及びNHK大阪放送局開局100周年を記念して制作されたテレビ番組『桂米朝　なにわ落語青春噺』（6月21日放映）では、ドラマパートで大師匠にあたる6代目笑福亭松鶴の若いころを演じる。収録の際の取材会では、4代目桂米團治役で出演した5代目桂米團治が「次の松鶴が決まりそうですね。八代目やろ」とつっこみ、「冗談でも書いたらダメですよ。直系から電話がかかってきます」と応じていた。

## 出演番組

### テレビ
- 住人十色（MBSテレビ）
- ほしおび（MBSテレビ）
- ゆうドキッ!（奈良テレビ）
- 笑点（元日恒例の特番内「東西対抗大喜利」、日本テレビ） - 2024年・2025年
  - 鶴瓶門下では笑瓶（2016年）、べ瓶（2020年）に続く通算3人目の東西大喜利出演者に（出演時点で松竹芸能に所属しているのは鉄瓶が初めて）。
  - 同企画への松竹芸能所属落語家の出演は長らく鶴光（師匠の兄弟子）のみであったが、2024年は鶴光・鉄瓶の2組、2025年は鶴光・鉄瓶・羽光（鶴光の弟子）の3組出演。
  - 2024年は放送序盤、能登半島地震発生に伴い報道特別番組へと差し替えられたことから、7日のレギュラー放送回（およびBS日テレ16日の『笑点 特大号』）で放送された。
- 桂米朝　なにわ落語青春噺（NHK総合テレビ、近畿広域圏限定、2025年6月21日放映予定） - 6代目笑福亭松鶴 役

### ラジオ
- 歌謡大全集（ABCラジオ） - 2003年度金曜日リポーター
- 笑福亭鉄瓶のMusic Smile（2013年8月24日 - 2014年3月29日、ABCラジオ） - 南山千恵美の産休代役
- 上方落語をきく会（2014年 - 、ABCラジオ）
  - 2014年の時点では上記『Music Smile』の時間帯にて放送されていたことから、昼の部と夜の部のつなぎコーナーでパーソナリティを務めるようになる（同年は昼の部の開口一番も務めた）。
  - 本編へは、2019年昼の部、2021年夜の部、2022年昼の部、2024年昼の部、2025年夜の部に出演。
  - 2020年は本編出演もつなぎコーナーもなかった（同年は5夜連続2時間ずつの放送となったため）が、2月12日放送分の中入りに、舞台袖での司会陣のトークに加わった（同公演前に実施された「第三回 桂紗綾といく落語ツアーin上方落語をきく会」の行程である『日曜落語 〜なみはや亭〜』との連動企画「鉄瓶・紗綾の落語塾」に出演した関係で）。
- うたバッカ水曜日 笑福亭鉄瓶・久川実津紀のイマコレバッカ（2014年4月 - 2015年3月、MBSラジオ）
- 角座演芸アワー〜道頓堀から生放送!〜（2014年10月2日 - 2015年9月17日、ラジオ関西） - 司会
- こんちわコンちゃんお昼ですょ!（2018年4月 - 、MBSラジオ） - 月1回木曜日レギュラー（森脇健児の後任）。鶴瓶門下では銀瓶、べ瓶（出演当時は瓶成）に続く通算3人目のレギュラー出演者に。
- hanashikaの時間。（2019年4月 - 2025年3月、ラジオ大阪） - 月曜日パーソナリティ（アシスタント・松本美香）
- 笑福亭鉄瓶のまんてんラジオ（2021年10月4日 - 2024年3月25日、ラジオ関西「こちら、海の見える放送局」月曜日） - パーソナリティ（アシスタント・塩田えみ）
- 鉄瓶・佐ん吉のコロコロラジオ。（2024年10月 - 、ABCラジオ） - パーソナリティ
- ラジオビバリー昼ズ（2024年10月2日、ニッポン放送） - トークコーナー「これが流行最前線だ!昇太のなんでも番付」ゲスト
- 山崎怜奈の誰かに話したかったこと。（2024年10月2日、TOKYO FM） - トークコーナー「誰かに聞きたかったこと。」ゲスト
- 笑福亭鶴瓶 日曜日のそれ（2025年2月16日、ニッポン放送） - ゲスト
- おとなりさんday（2025年3月30日、文化放送） - トークコーナー「教えて! 全国☆ラジオスター」ゲスト